# Dionisio Hernández Gil
Dionisio Hernández Gil, (Cáceres, 1934-Madrid, 21 de diciembre de 2021), fue un arquitecto español especializado en restauraciones de edificios históricos.

## Biografía
Nació en 1934, en Cáceres, España, en una familia dedicada al derecho. Su padre era Romualdo Hernández Serrano, inspector fiscal del Tribunal Supremo, su hermano Fernando era magistrado de lo Social y su hermano Antonio fue presidente de las Cortes y del Tribunal Supremo. Se tituló como arquitecto en la Escuela Técnica Superior de Arquitectura de Madrid en 1962, obteniendo el doctorado en 1972. En 1963, ganó el Premio de la Academia Española de Bellas Artes de Roma, siendo pensionado en esta Academia de España entre 1963 y 1964. Hernández Gil renunció a su pensionado en Roma y su puesto pasó al siguiente arquitecto que obtuvo la segunda plaza del premio de ese año, el arquitecto Rafael Moneo.
Murió el 21 de diciembre de 2021. El arquitecto Rafael Moneo le dedicó un entrañable obituario.

## Trayectoria
Fue profesor de Análisis de formas de la Escuela de Arquitectura de Madrid entre 1965 y 1969. En esa etapa inicial colaboró con Juan Antonio Ridruejo, junto al que diseñó las centrales telefónicas de Moratalaz y San Dalmacio, en Madrid, en un estilo formal ligado al neoexpresionismo. En 1971 ingresó en el Cuerpo de Arquitectos del Ministerio de la Vivienda y en 1978 accedió a ser inspector técnico de conjuntos históricos del Patrimonio. En 1981 fue nombrado subdirector general de Restauración de Monumentos y entre 1983 y 1986 fue director general de Bellas Artes y después primer director general del Instituto de Restauración y Conservación del Patrimonio Cultural de España, organismo creado por su iniciativa. En  estos cargos desarrolló una modernizada política de restauración y protección de los monumentos españoles.
Ejerció la profesión de arquitecto desde su estudio sobre todo en restauración de monumentos, destacando en su obra la restauración del Convento de San Benito (Alcántara) (Cáceres), donde realiza muy interesantes obras en 1964-1965, modelo de restauración moderna, y en 1984-1985. Entre 1973 y 1977, realizó las obras de rehabilitación de edificios históricos para la Universidad de Extremadura y en esos años restauró también la catedral de Coria y las iglesias de Santa María y San Martín de Trujillo. Fue el autor de la transformación del convento de San Juan de Dios en Mérida para Asamblea de Extremadura (1984-1985) y ganó en 1999 (con Francisco Fernández Longoria) el concurso para la realización del Museo del Ejército en el Alcázar de Toledo.
De 1995 a 1997 colaboró con el arquitecto Rafael Olalquiaga que desde 1997 creó el estudio Olalquiaga Arquitectos. La colaboración con Olalquiaga Arquitectos se materializó en numerosos concursos y otros proyectos. En 1995 participaron y ganaron el concurso restringido del Museo del Prado para remodelar las cubiertas y en 1996 finalistas en el concurso internacional del Museo del Prado para su ampliación. La obra de las cubiertas se realizó entre 1996 y 2001 restituyendo la volumetría diseñada por Juan de Villanueva, incluyendo luz cenital y, en los pabellones de Goya y de Murillo, la reforma de la planta ático con nuevas salas, así como la entrada de Velázquez por el nivel superior.

## Premios y reconocimientos
- Ganador en 1999, junto a Francisco Fernández Longoria del concurso para la realización del Museo del Ejército en el Alcázar de Toledo.[7]
- Ganador en 1995, junto a Rafael Olalquiaga, del concurso restringido para la remodelación de las cubiertas del Museo del Prado.
- Finalista en 1998, junto a Rafael Olalquiaga, en el concurso internacional para la ampliación del Museo del Prado.[8]
- Medalla de Oro al mérito en las Bellas Artes de 2005.
- Medalla de Extremadura en 2001, por "Su dilatada y brillante carrera como arquitecto y su importante labor en defensa del Patrimonio Histórico Artístico extremeño y español".[9]
- Premio CICOP en 2006, en la modalidad correspondiente a la trayectoria profesional.